# Simpsonichthys rufus
Simpsonichthys rufus är en fiskart som beskrevs av Costa, Nielsen och De Luca 2001. Simpsonichthys rufus ingår i släktet Simpsonichthys och familjen Rivulidae. Inga underarter finns listade i Catalogue of Life.